# Carlo Felice Scapini
Carlo Felice Scapini (Caluso, 29 aprile 1791 – Caluso, 25 novembre 1861) è stato un politico italiano.

## Biografia
Fu deputato del Regno di Sardegna in quattro legislature, eletto nel collegio di Caluso.